# Cat Ballou
Cat Ballou (titlul original: în engleză Cat Ballou) este un film de comedie western american, realizat în 1965 de regizorul Elliot Silverstein pe baza unui roman de Roy Chanslor. Istorisit de doi muzicanți ambulanți, Nat King Cole și Stubby Kaye sub forma baladei Catherinei Ballou (The Ballad of Cat Ballou), care se transformă dintr-o tânără crescută într-un internat de fete, într-o persoană fără de lege. Cat Ballou vrea să găsească și să-i condamne pe ucigașii tatălui ei și pe susținătorii lor. Pentru a face acest lucru, ea și ajutoarele ei nu numai că încalcă de nenumărate ori legea, ci angajează și un pistolar ramolit ca să o ajute.
Protagoniștii filmului sunt actorii Jane Fonda, Lee Marvin, Michael Callan și Dwayne Hickman. 

## Coloana sonoră
Cole și Kaye, numiți pur și simplu „Shouters” (cântăreți), intervin ca un leitmotiv pe ecran pentru a istorisi povestea în versuri a „Baladei lui Cat Ballou”, piesă scrisă pentru film, de Mack David și Jerry Livingston. 

## Premii și nominalizări
- 1965 – Berlinala 1965 Ursul de aur: Cel mai bun actor (Lee Marvin)
- 1966 – Oscar: Cel mai bun actor (Lee Marvin)
- 1966 – Cel mai bun actor - Muzical sau Comedie (Lee Marvin)
- 1966 – Nominalizare la Premiul Globul de Aur pentru cel mai bun actor debutant: Tom Nardini
- 1966 – National Board of Review: Cel mai bun actor (Lee Marvin)
- 1966 – British Film Academy Award: Cel mai bun actor străin (Lee Marvin)
- 1966 – Laurel Award pentru Jane Fonda și Lee Marvin, locul 2 pentru melodia The Ballad of Cat Ballou de Jerry Livingston și Mack David